# Кактусова миша
Ка́ктусова ми́ша (Peromyscus eremicus) — вид гризунів родини хомя'кових (Cricetidae). Відноситься до роду близькоспоріднених мишей під латинською назвою Peromyscus.

## Опис
Кактусові миші легкі, між 18 і 40 г ваги. Самиці важать трохи більше за самців і значно більші за розмірами тулуба, вух, нижньої щелепи і черепа в цілому. Кактусових мишей можна визначити по голим ступням задніх кінцівок і майже голими хвостами, які, як правило, такої ж довжини чи довші за саме тіло тварини. Їх вуха майже лисі, великі і перетинчасті. Хутро довге і м'яке; забарвлення залежить від конкретного підвиду, а також від місця мешкання. Зазвичай колір хутра варіюється від вохрового до корицевого, живіт і боки білі, а верх голови злегка сіруватий. Самиці, як правило, трохи світліші самців, а мишенята сіріші за своїх батьків.

## Ареал та раціон
Кактусові миші розповсюджені у сухих пустелях південного заходу США і на півночі Мексики, а також на островах біля узбережжя Каліфорнії і Мексиканської затоки. Низькі середні температури та відсутність мескіта (prosopis juliflora), яка входить у основний раціон миші, можуть обмежити північну межу мешкання. Кактусові миші симпатричні з чотирма іншими видами мишей даної місцевості: каліфорнійська миша, каньйонна миша, пустельна миша Єви і мескітова миша. Кактусові миші ведуть нічний спосіб життя і харчуються насінням, мескітовими бобами, горішками каркаса (Céltis), комахами і зеленою рослинністю. Види з Південної Каліфорнії мають позитивний результат на хантавірус.